# Силы специального назначения и морской пехоты ВМС Франции
Силы специального назначения и морской пехоты (фр. Force maritime des fusiliers marins et commandos, сокр. FORFUSCO) — сухопутные формирования Военно-морских сил Франции созданные в 2001 году. Являются одним из четырёх основных компонентов французского флота, наряду с надводными и подводным силами, а также морской авиацией.
Включает в себя семь подразделений спецназа ВМС (commandos marine), датой официального создания которого является 1946 год, а также две группы и пять рот морских пехотинцев — так называемых «морских фузилёров» (fusiliers marins), ведущих свою историю с 1856 года. Во главе FORFUSCO стоит командир в звании адмирала (amiral commandant les fusiliers marins et commandos, сокр. ALFUSCO) со штабом в Лорьяне. FORFUSCO насчитывают около 2500 человек.

## Задачи
Задачами ССпНМП является проведение:
- воздушно-десантных операций;
- специальных операций;
- защита важных сооружений и оборудования французского флота;
- усиления защиты национальных интересов.